# Rezanje vodenim mlazom
Rezanje vodenim mlazom spada među nestandardne postupke obrade metala, koje se temelje na postupku mehaničkog odnošenja materijala. Abrazivni vodeni mlaz je tanak mlaz mješavine vode i kremenog pijeska pod visokim tlakom, koji djeluje na radni komad koji se obrađuje i erozijom odnosi osnovni materijal, te tako radi rez.
Rezanje vodenim mlazom koristi se za rezanje metala (nehrđajući čelik, aluminijske legure, kaljeni čelik, bakar i mjed (sve do 150 mm debljine), tvrdi metal, staklo, kamen (npr. granit), plastiku, gumu, drvo, polistiren itd. Vodeno rezanje ne zagrijava materijal, što je naročito korisno za čelike koji su namijenjeni za toplinsku obradu. Rezanje vodom je povoljno kod alatnog čelika i drugih metala, kod kojih izlaganje visokim temperaturama može promijeniti svojstva materijala. Mala širina zareza omogućuje bolju iskoristivost sirovine. Izrada prototipnih dijelova je puno jednostavnija korištenjem alatnog stroja za vodeno rezanje. Dimenzije obratka se mogu unijeti u upravljačku jedinicu, a stroj će precizno izrezati tako programirani oblik. Takav način izrade prototipnih dijelova je puno brži i jefitniji od uobičajenog načina, kod kojeg se prvo moraju izraditi detaljni nacrti, koji se onda moraju predati strojaru, koji će izraditi dio. Rad stroja za vodeno rezanje se jednostavno automatizira što olakšava serijsku proizvodnju. Vodeno rezanje ne ostavlja nazubljene ni oštre rubove, što uklanja potrebu za dodatnom ručnom ili strojnom obradom.
Nedostatak rezanja vodenim mlazom je visoka cijena i mala produktivnost.

## Povijest
1950-tih je šumarski inženjer Norman Franz radio pokuse s rezanjem vodenim mlazom na drvnoj građi (daske, grede). Ipak, ti prvi pokušaji nisu našli širu tržišnu primjenu, sve do 1970-tih i kasnije, kada je Mohamed Hashish (Egipat) dodao abrazivne čestice (granati, aluminijev oksid) u vodeni mlaz. Ta ispitivanja su dovela do prve tržišne primjene, kada je Yih-Ho Michael Pao (SAD) izradio prve strojeve za rezanje vodenim mlazom, koje je iskoristio u industrijskom rezanju, bušenju i glodanju. Danas postupak rezanja vodenim mlazom nalazi sve veću primjenu.